# ケネス・ルオフ
ケネス・ジェームズ・ルオフ（Kenneth James Ruoff, 1966年 - ）は、アメリカ合衆国の歴史学者、日本研究者。ポートランド州立大学教授、 Center for Japanese Studies（日本センター）所長。著書『国民の天皇』で2004年大佛次郎論壇賞を受賞
コロンビア大学でキャロル・グラックに指導を受け、1997年歴史学博士。

## 著書
- Imperial Japan at its Zenith: The Wartime Celebration of the Empire's 2600th Anniversary, Cornell University Press, 2010. ISBN 0801448662.
  - 『紀元二千六百年　消費と観光のナショナリズム』木村剛久訳、朝日新聞出版・朝日選書、2010年 ISBN 9784022599728
- The People's Emperor: Democracy and the Japanese Monarchy, 1945-1995, Harvard East Asia Monographs, 2001. ISBN 9780674010888.
  - 『国民の天皇 戦後日本の民主主義と天皇制』高橋紘監修、共同通信社、2003年 ISBN 9784764105317
  - 改訂版『国民の天皇 戦後日本の民主主義と天皇制』木村剛久・福島睦男訳、岩波現代文庫、2009年 ISBN 9784006002145
- 『天皇と日本人　ハーバード大学講義でみる「平成」と改元』木村剛久訳、朝日新書、2019年
- 小林よしのりと対論 『天皇論「日米激突」』小学館新書、2019年